# Jason Mewes
Jason Edward Mewes, lepiej znany jako Jason Mewes (ur. 12 czerwca 1974 w Highlands) – amerykański aktor filmowy i telewizyjny. Występował w roli wulgarnego i gadatliwego dilera narkotykowego Jaya - znajomego Cichego Boba z serii filmów View Askewniverse, nakręconych przez przyjaciela Mewesa Kevina Smitha.

## Filmografia

### Filmy fabularne
- 1994: Clerks – Sprzedawcy (Clerks) jako Jay
- 1995: Szczury z supermarketu (Mallrats) jako Jay
- 1996: Drawing Flies jako Az
- 1997: W pogoni za Amy (Chasing Amy) jako Jay
- 1997: Dogma jako Jay
- 1999: Wyścig (Tail Lights Fade)
- 1999: The Blair Clown Project jako świdek 3
- 1999: Spilt Milk
- 2000: Krzyk 3 (Scream 3) jako Jay
- 2000: Vulgar jako Tuott the Basehead
- 2001: Jay i Cichy Bob kontratakują (Jay and Silent Bob Strike Back) jako Jay
- 2002: R.S.V.P. jako Terry
- 2002: High Times' Potluck jako Chłopak
- 2002: Hot Rush
- 2003: Pauly Shore nie żyje (Pauly Shore Is Dead) jako Jay MC
- 2004: Powder: Up Here jako zły czarny charakter
- 2005: My Big Fat Independent Movie jako Answering Machine (głos)
- 2005: Tom 51
- 2005: The Pleasure Drivers jako Counter Monkey
- 2005: Krwawa uczta (Feast) jako Edgy Cat/Jason Mewes
- 2006: Clerks – Sprzedawcy II (Clerks II) jako Jay
- 2006: Szaleńcy z TV (National Lampoon's TV: The Movie) jako
- 2006: Szampańskie życie (Bottoms Up) jako Owen Peadman
- 2006: Prawo Jacka (Jack's Law) jako Bobby Mewes
- 2006: Rzeź (The Tripper) jako Joey
- 2007: Netherbeast Incorporated jako Waxy Dan
- 2007: Gdzie jesteś, Amando? (Gone Baby Gone) jako
- 2008: Ukąszeni (Bitten) jako Jack
- 2008: Fanboys jako Jason Mewes
- 2008: Zack i Miri kręcą porno (Zack and Miri Make a Porno) jako Lester
- 2008: Tattoos: A Scarred History jako Jason Mewes
- 2009: Tom Cool
- 2009: Midgets vs. Mascots jako Jason
- 2009: 2 Dudes and a Dream jako Pink Dot Clerk / Ksiądz
- 2009: Shoot the Hero jako Nate
- 2009: Degrassi Goes Hollywood (TV) jako Jason Mewes
- 2009: Mitch and Stu's Quest jako Stu
- 2009: The Science of Cool jako trener Cambria
- 2010: Repo jako T.J.
- 2010: Noah's Ark: The New Beginning jako Ham (głos)
- 2010: Breath of Hate jako Ned
- 2010: Big Money Rustlas jako Bucky
- 2011: Silent But Deadly jako Thomas Capper
- 2012: Śmiertelny połów (The Watermen) jako Trailor
- 2012: Cousin Sarah jako Anton
- 2012: Noobz jako Andy Clifton
- 2012: The Newest Pledge jako profesor Street
- 2013: Jay & Silent Bob's Super Groovy Cartoon Movie jako Jay (głos)
- 2015: Scooby-Doo i Kiss: Straszenie na scenie (Scooby-Doo! and Kiss: Rock and Roll Mystery) jako pracownik 1 (głos)
- 2016: Mallrats II (MallBrats) jako Jay

### Seriale TV
- 2000–2002: Clerks (Clerks: The Animated Series) jako Jay (głos)
- 2005: Degrassi: Next Class (Degrassi: The Next Generation) jako Jason Mewes
- 2010–2012: Todd and the Book of Pure Evil jako Jimmy the Janitor
- 2013: Vigilante Diaries jako Mike Hanover
- 2015: Hawaii Five-0 jako Eddie Brooks